# Apeadeiro de Fontela-A

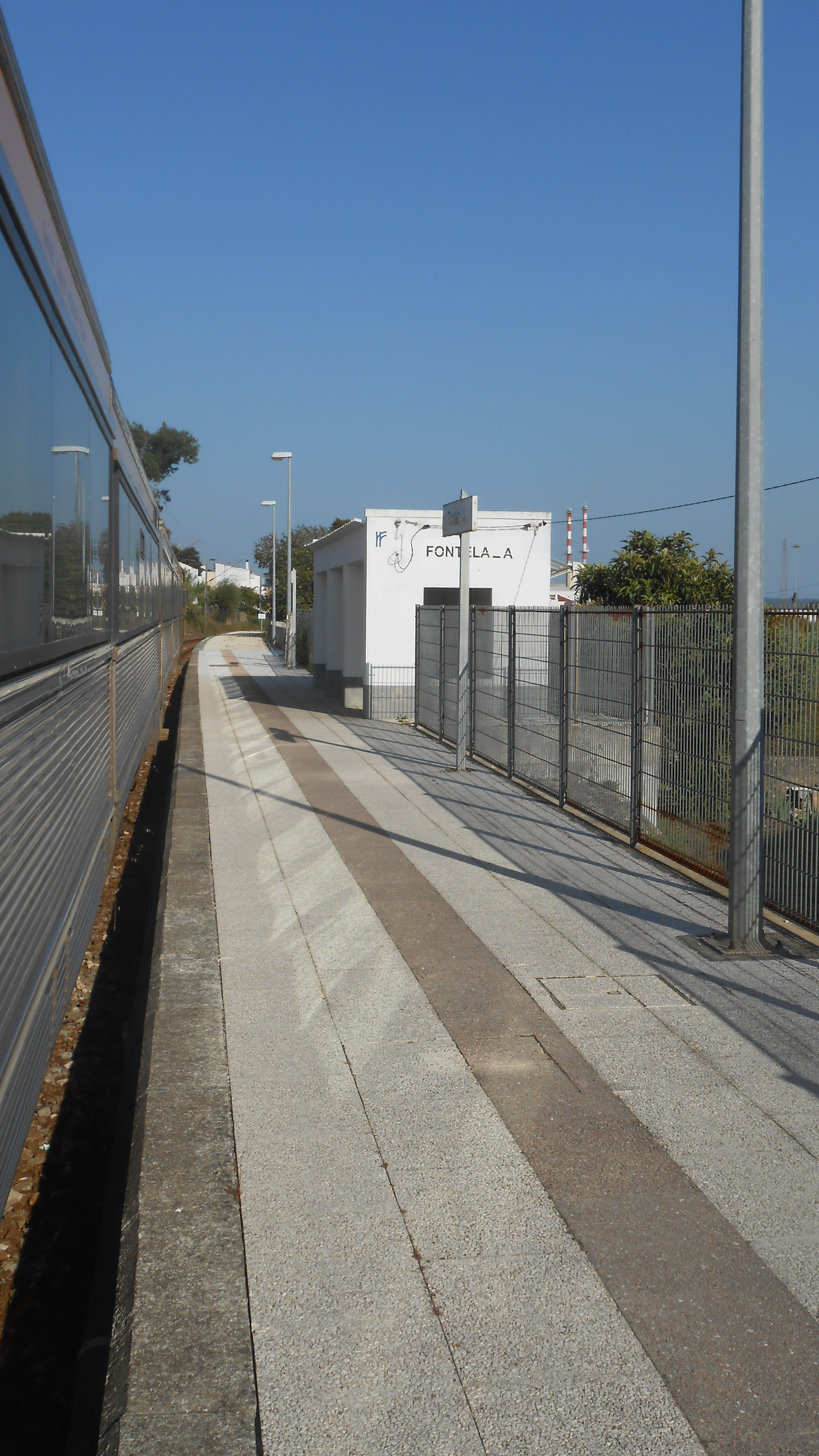
Apeadeiro de Fontela-A, em 2014.

O Apeadeiro de Fontela-A é uma gare da Linha do Oeste, que serve a localidade de Fontela, no concelho de Figueira da Foz, em Portugal.

## Descrição
Esta gare tem acesso pela Rua do Apeadeiro, junto à localidade de Fontela. O abrigo de plataforma situa-se do lado sul da via (lado esquerdo do sentido ascendente, a Figueira da Foz).

## História
Este apeadeiro faz parte do lanço entre Leiria e Figueira da Foz da Linha do Oeste, que abriu à exploração pública em 17 de Julho de 1888, pela Companhia Real dos Caminhos de Ferro Portugueses.
No entanto, não fazia parte originalmente daquela linha, tendo um diploma do Ministério das Comunicações, publicado no Diário do Governo n.º 66, II Série, de 21 de Março de 1950, aprovado o processo de expropriação uma parcela de terreno entre os quilómetros 213,125.00 e 213,154.50 da Linha do Oeste, para a construção do apeadeiro.

Um diploma do mesmo ministério, publicado no Diário do Governo n.º 234, III Série, de 7 de Outubro de 1950, informou que tinham sido aprovados, por um despacho de Setembro da Direcção-Geral de Caminhos de Ferro, os projectos da Companhia dos Caminhos de Ferro Portugueses para aditamentos ao Indicador geral do serviço que prestam as estações e apeadeiros, aos Quadros das distâncias quilométricas de aplicação nas linhas da antiga rede, à Tarifa n,º 1, relativa a bilhetes para passageiros nos comboios tranvias, e à Tarifa n.º 4, correspondente aos bilhetes de assinatura, no sentido de anunciar ao público a abertura ao serviço do Apeadeiro-de Fontela-A, que serviços é que seriam ali prestados e a que preços. Nessa altura, o apeadeiro situava-se ao quilómetro 213,175.